# 潭头镇 (福州市)
潭头镇是中国福建省福州市长乐区下辖的一个镇。面積42.18平方公里，鎮政府駐地為大宏村。

## 行政区划
潭头镇共辖23个村委会，分别是：
文溪村、溪新村、霞江村、克凤村、碧岭村、边兰村、岱灵村、石马村、元岱村、汶上村、文石村、江塘村、泽里村、潭头村、厚东村、沙堤村、岭南村、岱西村、二刘村、大宏村、曹朱村、菊潭村和福星村。

## 政治
中国共产党福州市长乐区潭头镇委员会，是中国共产党在福州长乐区潭头镇的领导机关。现任镇党委书记为蔡应忠。党委副书记、镇长为郑敏。
26°01′21″N 119°36′09″E / 26.0225°N 119.6024°E